# Vallée de l'Aulne
Vallée de l'Aulne este o arie protejată (sit de importanță comunitară — SCI) din Franța întinsă pe o suprafață de 3.559 ha, integral pe uscat.

## Localizare
Centrul sitului Vallée de l'Aulne este situat la coordonatele 48°11′39″N 3°57′11″W / 48.19417°N 3.95306°V.

## Înființare
Situl Vallée de l'Aulne a fost declarat arie specială de conservare în baza directivei 92/43 din 1992 referitoare la conservarea habitatelor naturale și a faunei și florei sălbatice pentru a proteja 2 specii de plante și 23 de specii de animale.

## Biodiversitate
Situată în ecoregiunea atlantică, aria protejată conține 10 habitate naturale: Păduri de fag acidofile atlantice, cu subarboret de Ilex și, uneori, de asemenea, Taxus, la nivelul arbuștilor (Quercion robori-petraeae sau Ilici-Fagenion), Păduri pe pante, grohotișuri și ravene de Tilio-Acerion, Roci stâncoase cu vegetație pionieră de Sedo-Scleranthion sau Sedo albi-Veronicion dillenii, Lacuri eutrofice naturale cu vegetație de tip Magnopotamion sau Hydrocharition, Păduri de fag Asperulo-Fagetum, Pajiști cu Molinia pe soluri calcaroase, turboase sau argilos-nămoloase (Molinion caeruleae), Păduri aluvionare cu Alnus glutinosa și Fraxinus excelsior (Alno-Padion, Alnion incanae, Salicion albae), Cursuri de apă de la nivel de câmpie la nivel montan, cu vegetație Ranunculion fluitantis și Callitricho-Batrachion, Liziere de ierburi înalte hidrofile de câmpie și de nivel montan până la alpin, Pante stâncoase silicioase cu vegetație casmofită.
La baza desemnării sitului se află mai multe specii protejate:
- plante (2): Luronium natans, Trichomanes speciosum
- amfibieni (1): triton cu creastă (Triturus cristatus)
- mamifere (8): liliac cârn (Barbastella barbastellus), castor (Castor fiber), vidră de râu (Lutra lutra), liliac cu urechi mari (Myotis bechsteinii), liliac cărămiziu (Myotis emarginatus), liliac comun (Myotis myotis), liliacul mare cu potcoavă (Rhinolophus ferrumequinum), liliacul mic cu potcoavă (Rhinolophus hipposideros)
- nevertebrate (6): croitorul mare al stejarului (Cerambyx cerdo), Elona quimperiana, Euplagia quadripunctaria, rădașcă (Lucanus cervus), Margaritifera margaritifera, Oxygastra curtisii
- pești (8): Alosa alosa, Alosa fallax, zglăvoacă (Cottus gobio), Cottus perifretum, Lampetra fluviatilis, cicar (Lampetra planeri), Petromyzon marinus, somonul (Salmo salar)

Pe lângă speciile protejate, pe teritoriul sitului au mai fost identificate 4 specii de plante, 1 specie de păsări, 5 specii de amfibieni, 8 specii de mamifere, 1 specie de nevertebrate, 1 specie de pești.